# Endless Ocean 2: Aventuras bajo el mar
Endless Ocean 2: Aventuras bajo el mar (Endless Ocean 2: Adventures of the Deep, y en América conocido como Endless Ocean: Blue World), es un videojuego de submarinismo desarrollado por Arika para Wii, secuela de Endless Ocean, lanzado en 2007 para la misma consola. Fue mostrado por primera vez en una conferencia de Nintendo realizada el 2 de octubre de 2008.